# Division 1 2018-2019
La Division 1 2018-2019, nota come LIDL Starligue 2018-2019 per motivi di sponsorizzazione, è la 67ª edizione del Campionato francese di pallamano maschile.
La vittoria finale è andata per la quinta volta nella storia del clube, e per la quarta volta consecutiva, al Paris Saint-Germain Handball.

## Squadre partecipanti
Partecipano 14 squadre da tutta la Francia.
| Squadra                    | Città              | Arena                                                   | Capacità    |
| -------------------------- | ------------------ | ------------------------------------------------------- | ----------- |
| Pays d'Aix Université Club | Aix-en-Provence    | Complexe sportif du Val de l'Arc Arena du Pays d'Aix    | 1,650 6,004 |
| Cesson-Rennes              | Rennes             | Palais des sports de la Valette Le Liberté              | 1,400 4,000 |
| Chambéry                   | Chambéry           | Le Phare                                                | 4,400       |
| Dunkerque                  | Dunkerque          | Stade des Flandres                                      | 2,400       |
| Istres Provence Handball   | Istres             | Halle polyvalente                                       | 2,000       |
| US Ivry                    | Ivry-sur-Seine     | Gymnase Auguste-Delaune                                 | 1,500       |
| Montpellier                | Montpellier        | Palais des sports René-Bougnol Sud de France Arena      | 3,000 8,000 |
| Nantes                     | Nantes             | Palais des Sports de Beaulieu Halle XXL de la Beaujoire | 5,000 9,000 |
| USAM Nîmes                 | Nîmes              | Le Parnasse                                             | 3,391       |
| Paris Saint-Germain        | Parigi             | Stade Pierre de Coubertin Halle Georges Carpentier      | 3,402 4,300 |
| UMS Pontault-Combault HB   | Parigi             | Espace Boisramé                                         | 1,300       |
| Saint Raphaël              | Saint-Raphaël      | Palais des sports J-F Krakowski                         | 2,000       |
| Fenix Toulouse             | Tolosa             | Palais des Sports André Brouat                          | 4,200       |
| Tremblay                   | Tremblay-en-France | Palais des sports                                       | 1,020       |

## Classifica
| Pos | Squadra               | G  | V  | N | P  | GF  | GS  | DG   | Pt | Qualificazione o retrocessione |
| --- | --------------------- | -- | -- | - | -- | --- | --- | ---- | -- | ------------------------------ |
| 1   | Paris Saint-Germain   | 26 | 24 | 1 | 1  | 855 | 656 | +199 | 49 | Champions League               |
| 2   | Montpellier           | 26 | 21 | 1 | 4  | 740 | 666 | +74  | 43 | Champions League               |
| 3   | Chambéry              | 26 | 20 | 1 | 5  | 738 | 655 | +83  | 41 | EHF Cup                        |
| 4   | HBC Nantes            | 26 | 19 | 1 | 6  | 800 | 710 | +90  | 39 | EHF Cup                        |
| 5   | USAM Nîmes            | 26 | 17 | 2 | 7  | 747 | 720 | +27  | 36 | EHF Cup                        |
| 6   | Aix                   | 26 | 14 | 0 | 12 | 697 | 666 | +31  | 28 |                                |
| 7   | Saint Raphaël         | 26 | 11 | 3 | 12 | 766 | 744 | +22  | 25 |                                |
| 8   | Toulouse              | 26 | 10 | 3 | 13 | 757 | 763 | −6   | 23 |                                |
| 9   | Tremblay              | 26 | 9  | 4 | 13 | 712 | 774 | −62  | 22 |                                |
| 10  | Dunkerque             | 26 | 8  | 3 | 15 | 639 | 663 | −24  | 19 |                                |
| 11  | Istres                | 26 | 6  | 2 | 18 | 676 | 756 | −80  | 14 |                                |
| 12  | Ivry                  | 26 | 4  | 2 | 20 | 653 | 741 | −88  | 10 |                                |
| 13  | Cesson-Rennes         | 26 | 3  | 3 | 20 | 599 | 727 | −128 | 9  | Retrocessione                  |
| 14  | UMS Pontault-Combault | 26 | 3  | 0 | 23 | 649 | 787 | −138 | 6  | Retrocessione                  |